# Рэмси, Брюс
Брюс Рэмси (англ. Bruce Ramsay; род. 31 декабря 1966, Монреаль, Квебек, Канада) — канадский актёр театра, кино и телевидения.

## Биография
В 1996 году снялся в главной роли в фильме ужасов «Восставший из ада 4: Кровное родство», где сыграл трёх разных героев из трёх разных эпох.
В 2011 году он дебютировал как режиссёр и сценарист, сняв фильм «Гамлет» (основанный на сюжете Уильяма Шекспира, место действия перенесено в Лондон середины XX века), в котором он также сыграл заглавную роль.

## Личная жизнь
В 2000 году женился на актрисе Кристин Харнос. Они познакомились на съёмках фильма «Восставший из ада 4: Кровное родство» в 1996 году.

## Фильмография
| Год  |    | Русское название                               | Оригинальное название             | Роль                                                |
| ---- | -- | ---------------------------------------------- | --------------------------------- | --------------------------------------------------- |
| 1988 | ф  | Маларек: Парень, которому повезло              | Malarek: A Street Kid Who Made It | Фред Маларек                                        |
| 1989 | ф  | Стилет                                         | Jacknife                          | студент в коридоре                                  |
| 1989 | с  | Автостопщик                                    | The Hitchhiker                    | Мануэль                                             |
| 1992 | тф | Поймать убийцу                                 | To Catch a Killer                 | судмедэксперт Эдвард «Эд» Брэгг                     |
| 1993 | ф  | Живые                                          | Alive                             | Карлитос Паэс                                       |
| 1993 | ф  | Убить Зои                                      | Killing Zoe                       | Рикардо                                             |
| 1994 | ф  | Новое время                                    | The New Age                       | Миша                                                |
| 1995 | с  | Падшие ангелы                                  | Fallen Angels                     | Пол                                                 |
| 1996 | ф  | Восставший из ада 4: Кровное родство           | Hellraiser IV: Bloodline          | Филипп Лемаршан / Джон Мерчант / доктор Пол Мерчант |
| 1996 | ф  | Запёкшаяся кровь                               | Curdled                           | Эдуардо                                             |
| 1997 | с  | Голод                                          | The Hunger                        | Джейми                                              |
| 1999 | тф | Новый дон 2                                    | Bonanno: A Godfather's Story      | молодой Джозеф Бонанно                              |
| 1999 | с  | Детектив Нэш Бриджес                           | Nash Bridges                      | Джейсон Стотт                                       |
| 2002 | ф  | Возмещение ущерба                              | Collateral Damage                 | помощник Питера Брандта                             |
| 2003 | ф  | Клад                                           | Holes                             | прокурор в зале суда                                |
| 2003 | ф  | В ловушке времени                              | Timeline                          | техник ITC                                          |
| 2004 | тф | Ребёнок на продажу                             | Baby for Sale                     | Габор Шабо                                          |
| 2007 | ф  | Вавилон-5: Затерянные сказания. Голоса во тьме | Babylon 5: The Lost Tales         | Саймон Бёрк                                         |
| 2007 | ф  | Секрет                                         | Si j'étais toi                    | Дэниел Харпин                                       |
| 2010 | с  | Сверхъестественное                             | Supernatural                      | Пол, владелец бара «O'Shanahan's»                   |
| 2010 | тф | Боги речного мира                              | Riverworld                        | Франсиско Писарро                                   |
| 2011 | тф | Пророчество Судного дня                        | Doomsday Prophecy                 | агент Гарсия                                        |
| 2011 | ф  | Гамлет                                         | Hamlet                            | Гамлет (также режиссёр и автор сценария)            |
| 2013 | ф  | За канделябрами                                | Behind the Candelabra             | Карлуччи                                            |
| 2014 | ф  | 13-й район: Кирпичные особняки                 | Brick Mansions                    | мэр Детройта                                        |
| 2014 | с  | Лотерея                                        | The Lottery                       | агент Патнэм                                        |
| 2015 | с  | Царство                                        | Reign                             | кардинал Пераццо                                    |
| 2018 | с  | Выкуп                                          | Ransom                            | Карсон                                              |